# 주한 가봉 대사관
주한 가봉 대사관(프랑스어: Ambassade du Gabon en Corée)은 대한민국 서울특별시 용산구 한남동 738-20에 위치하고 있는 가봉 대사관이다. 현직 주한 가봉 대사는 카를로스 빅토르 붕구이다.

## 역사
1960년 8월 17일 가봉이 독립함과 동시에 승인했다. 1962년 10월 1일 수교한 뒤 1973년 5월 5일 가봉 주재 상주 공관을 설치하였다. 조선민주주의인민공화국과는 1974년 2월 1일 수교를 했고, 대한민국은 1975년 6월에 설치되었다. 1975년 7월, 1984년 9월, 1996년 8월, 2007년 8월 오마르 봉고 대통령이 대한민국을 방문하고, 1982년 8월 전두환 당시 대통령이 가봉을 방문했다.

## 주요 업무
주요 업무는 대한민국 정부와의 외교, 교섭, 수출, 통상 진흥, 자국의 외교 정책 및 문화 홍보, 대한민국 거주 가봉 국민의 보호감독, 여권발급, 가봉 여행객에 대한 사증발급 등이다. 한국인이 가봉에 입국하려면 사증을 발급 받아야 한다.

## 같이 보기
- 가봉의 재외공관 목록
- 대한민국 주재 외국공관 목록
- 주가봉 대한민국 대사관
- 가봉-대한민국 관계